# Вина с предикатом

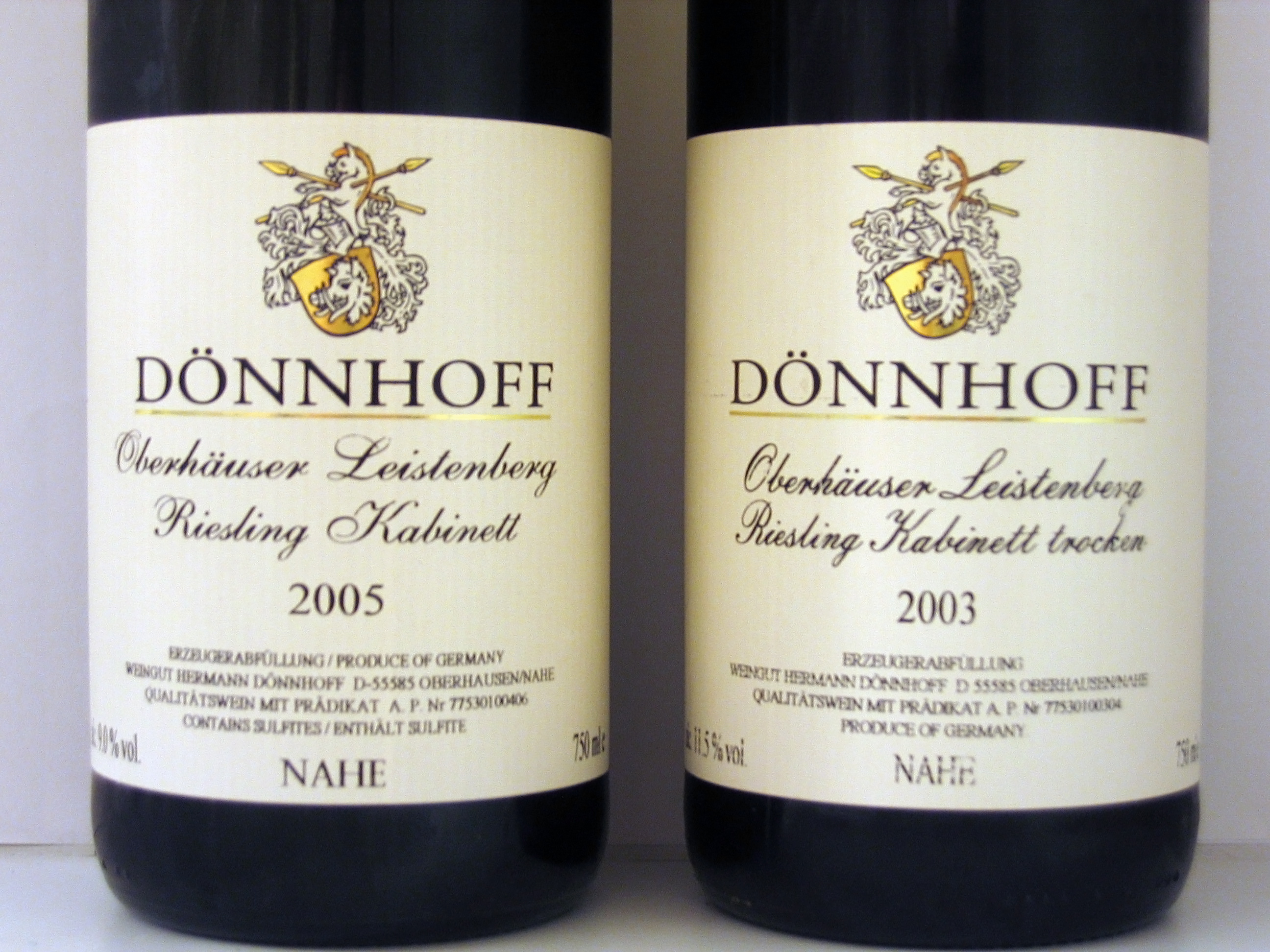
Этикетки предикатных вин от Денгофа

Предикатное вино (нем. Prädikatswein, Предикатсвайн) — высшая категория виноградных вин Германии и Австрии, к которой относятся вина из отборного винограда особой спелости со знаком отличия, или предикатом. Отличается высокими вкусовыми качествами и большим удельным весом виноградного сусла. Запрещено добавление в такие вина сахара (шаптализация).
Согласно Закону ФРГ о виноделии (1971) предикатные вина должны пройти официальную проверку на качество (включая степень спелости винограда и соблюдение регламентов виноградарства) и содержать указание на место их происхождения. До августа 2007 года немецкие вина данной категории именовались Qualitätswein mit Prädikat (QmP).
Вина, обладающие предикатом, — это уровень более высокий, чем просто качественное вино (Qualitätswein, Квалитатсвайн, QbA), которое соответствует общеевропейскому понятию аппелласьона, или качественного вина, произведённого в определённом регионе (англ. quality wines produced in specified regions).

## Классификация

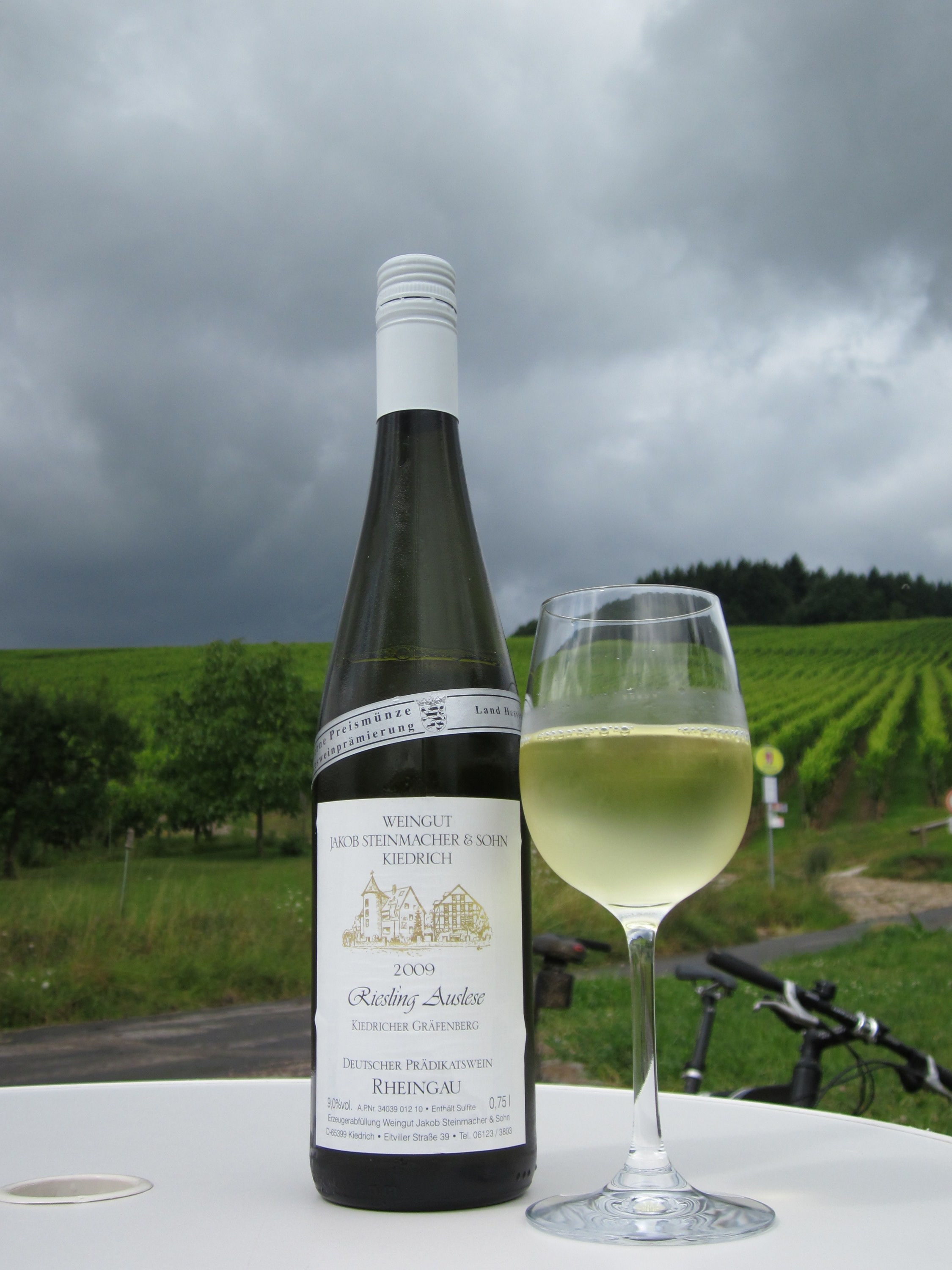
Рейнвейн категории ауслезе

Чем позднее собран виноград с лозы — тем слаще и насыщеннее, как правило, полученное из него вино. Именно время сбора урожая положено в основу классификации предикатных вин, изначально сложившейся в Рейнгау:
- Kabinett («кабинет»; 67-82 °Oe): первая категория натуральных, неподслащенных качественных вин, изготавливаемая из винограда, собранного через несколько дней после сбора ягод для обычного качественного вина (QbA).
- Вина позднего урожая:
  - Spätlese («шпетлезе», дословно — «поздний сбор»; 76-90 °Oe): изготавливается из винограда, собранного через 12-14 дней после сбора ягод для Kabinett.
  - Auslese («ауслезе», дословно — «отборное»; 83-100 °Oe): вино, изготовляемое из тщательно отсортированного вручную по степени зрелости винограда позднего сбора. Благодаря позднему сбору ягоды имеют повышенное содержание сахара.
  - Beerenauslese («беренауслезе», дословно — «отборные ягоды»; 110—128 °Oe): такие вина производятся из перезревшего винограда, пробывшего на лозе дольше, чем просто «ауслезе». При этом ягоды поражаются «благородной гнилью» — серым ботритисом или другими грибками рода Botrytis, удаляющими влагу из ягод, и слегка заизюмливаются с сахаристостью не ниже 29 %. Из такого винограда, как правило, производятся ароматные и сладкие десертные вина. Аналог в Эльзасе — sélection de grains nobles (SGN).
  - Trockenbeerenauslese («трокенберенауслезе», дословно — «отборные высушенные ягоды», сокращённо TBA; 150—154 °Oe): редкие десертные вина наивысшей стоимости, максимально сладкие и концентрированные. Ягоды, используемые для таких вин, так же поражены «благородной гнилью», но ещё ближе к изюму: их сахаристость превышает 36 %. Аналог в Эльзасе — quintessence de grains nobles (QGN).
  - Eiswein («айсвайн»; 110—128 °Oe): такое вино производится из ягод, замёрзших естественным образом на лозе и достигших сладости, аналогичной «беренауслезе». Ягоды собираются и отжимаются в замороженном состоянии. При этом благодаря заледенению воды достигается повышенное содержание сахара в таких винах. Подробнее см. ледяное вино.

Три последние категории предполагают тщательный ручной отбор ягод, подходящих для приготовления вина, что, в частности, и обуславливает повышенную стоимость соответствующих вин.

## Коллекционные вина
Коллекционные вина с предикатом обычно производятся из винограда сорта рислинг, который считается в немецкоязычных регионах наиболее благородным. Наиболее дорогие и востребованные марки реализуются через специализированные аукционы.
В феврале 2023 года средняя цена бутылки предикатного вина Trockenbeerenauslese с вильтингенского виноградника Шварцхоф составляла $16,5 тыс. По состоянию на 2019 год это самое дорогое белое вино в мире.
Производители предикатных вин, которые выставляются на аукционы, с 1910 года объединены в ассоциацию VDP.